# 圣索沃尔代马勒维尔
圣索沃尔-代马勒维尔（法語：Saint-Sauveur-d'Émalleville，法語發音：[sɛ̃ sovœʁ demalvil]）是法国滨海塞纳省的一个市镇，属于勒阿弗尔区。

## 地理
圣索沃尔-代马勒维尔（49°36'49"N, 0°18'12"E）面积7.48 平方千米，位于法国诺曼底大区滨海塞纳省，该省份为法国北部沿海省份，其西部及北部濒大西洋英吉利海峡，东起顺时针与索姆省、瓦兹省、厄尔省和卡爾瓦多斯省接壤。
与圣索沃尔-代马勒维尔接壤的市镇（或旧市镇、城区）包括：埃克兰维尔、韦尔热托。
圣索沃尔-代马勒维尔的时区为UTC+01:00、UTC+02:00（夏令时）。

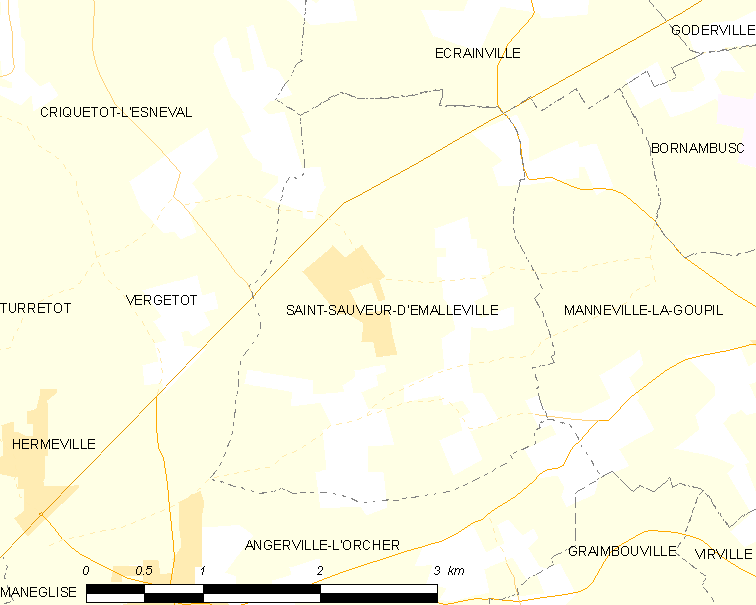
圣索沃尔-代马勒维尔的OSM定位图

## 行政
圣索沃尔-代马勒维尔的邮政编码为76110，INSEE市镇编码为76650。

## 政治
圣索沃尔-代马勒维尔所属的省级选区为圣罗曼-德科尔博斯克县。

## 人口

1962-2008年间圣索沃尔-代马勒维尔人口变化图示

圣索沃尔-代马勒维尔于2022年1月1日时的人口数量为1203人。